# ヨーロッパコンピュータドライビングライセンス

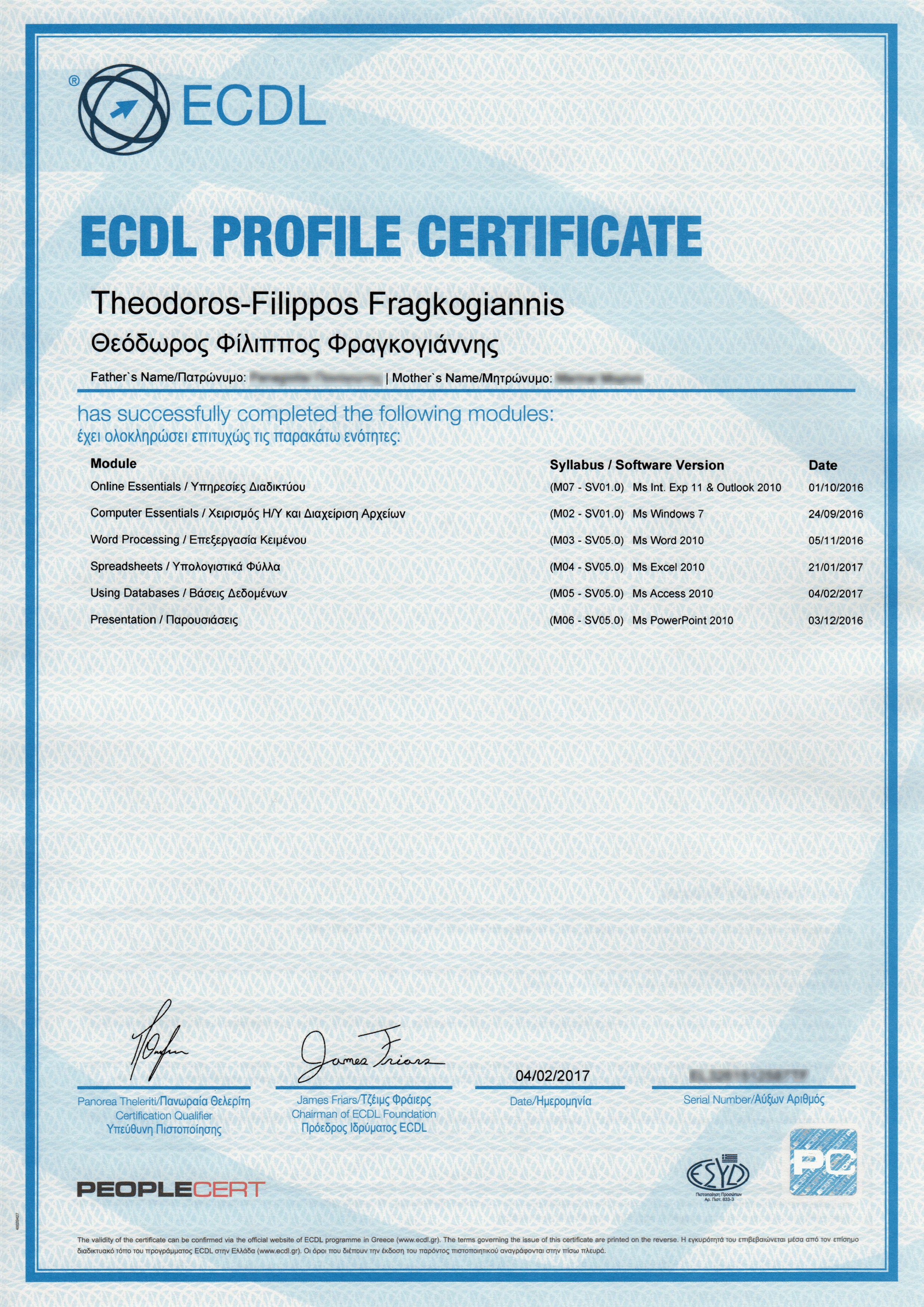
2017年2月にギリシャで発行された「ECDL Profile」の認証。

ヨーロッパコンピュータドライビングライセンス (ECDL)、または 国際コンピュータドライビングライセンス (ICDL) は、欧州のNPO法人である ECDL Foundation が提供するコンピュータ・リテラシー検定プログラムである。
ECDL検定およびICDL検定は国際的に知られた情報通信技術処理分野のコンピュータ・リテラシー検定である。ECDL Foundationによれば、ECDL検定およびICDL検定は世界各国の政府機関やIT業界就業者団体 (例：英国(BCS)、アイルランド(Irish Computer Society))、国際的なIT関連組織、IT業界各社に認知され、支持されている。
1995年、ECDL検定プログラムは欧州のCEPIS内のタスクフォースによって開発され、欧州委員会の高次グループ (High Level Group) である ESDISの推薦を受けて欧州全体の検定となった。
本プロジェクトは財政面で欧州委員会のESPRITおよびレオナルド・ダビンチ・プログラムを通じて間接的に支援を受けている。

## 検定受験対象
ECDLおよびICDL検定は世界の148か国、42言語で提供されており、これまでに9百万枚を超えるECDLスキルカードとICDLスキルカードが発行されている(2009年現在)。
ECDL Foundationでは、パーソナルコンピュータと一般的なアプリケーションを利用する十分なスキル、それにITの基本的な概念に通じていることを証明する必要がある人を、ECDL検定およびICDL検定の対象者と位置づけている。したがって、コンピュータとアプリケーションについて一定の利用経験があることが受験者には求められる。すでに一定のスキルを身につけている人を対象とするプログラムも用意されている。
ECDL Foundationによれば、ECDL検定およびICDL検定を通して生産性の向上 と 就職機会の改善などが実現されるという。 検定試験は、各地の試験センターで有料提供されている。

## ECDL検定およびICDL検定
ECDL検定およびICDL検定はコンピュータ理論と実践を網羅する7つのモジュールからなり、実用的なスキルと知識を問うテスト内容となっている。ECDL検定およびICDL検定に合格するには、7つのモジュールすべてのテストで合格点を取る必要がある。7つのモジュールはいずれも基本的な内容とはいえ、日常のコンピュータ利用に十分な水準となっている。
7つのモジュールは以下のとおりである。
1. Concepts of Information Technology (ITの概要)
2. Using the Computer & Managing files (コンピュータおよびファイルの使用)
3. Word Processing (ワープロ)
4. Spreadsheets (表計算)
5. Database (データベース)
6. Presentation (プレゼン)
7. Information & Communication (情報と通信)

## 上級ECDL
ECDLの上級コース ("ECDL Advanced") には下記4つのセクションがあり、セクション単位での合否が判定される。
- Word Processing (ワープロ)
- Spreadsheets (表計算)
- Databases （データベース)
- Presentations （プレゼン)

4つの上級セクションすべてに合格すると、「ECDLエリート」("ECDL Elite")として認定される。英国BCSでは、ECDLエリート資格の取得が同会に準会員として加盟するための要件となっている

## ベンダー中立性
ECDLに対する批判として、マイクロソフト寄りであり、同社へのベンダロックインを助長するものだとの指摘がある。
ECDL Foundationは、検定プログラムのベンダ中立性について声明を発表している。各オペレーティングシステムは基本的な構造が異なるため、一般に検定提供者はベンダに依存しないコースを用意することはできないが、複数のコースを用意して学習者が自身のニーズに合わせてMicrosoft、Mac、Linuxのシステムを選択して学習できるようにすることは可能である。
マイクロソフト寄りであるとの批判は、学習者の大多数 (約95%) が Microsoft用を選択していることから来るものである。これは、Microsoft用以外のシステム向けにコースを用意することが採算に合わないと各検定提供者が考える理由にもなっている。また、これから学習しようとする人が各種のシステム向けのECDL検定が受験可能なことに気付いていない場合も多い。